# Turberas del Macizo de Los Infiernos
Turberas del Macizo de Los Infiernos este o arie protejată (arie specială de conservare — SAC, sit de importanță comunitară — SCI) din Spania întinsă pe o suprafață de 50,27 ha, integral pe uscat.

## Localizare
Centrul sitului Turberas del Macizo de Los Infiernos este situat la coordonatele 42°45′41″N 0°15′30″W / 42.7615°N 0.258455°V.

## Înființare
Situl Turberas del Macizo de Los Infiernos a fost declarat sit de importanță comunitară în februarie 2002 pentru a proteja un număr necunoscut de specii din flora spontană și fauna sălbatică aflate în arealul zonei. Situl a fost protejat și ca arie specială de conservare în februarie 2021.

## Biodiversitate
Situată în ecoregiunea alpină, aria protejată conține 2 habitate naturale: Mlaștini alcaline, Grohotișuri termofile și vest-mediteraneene.
La baza desemnării sitului se află un număr nedeclarat de specii protejate.
Pe lângă speciile protejate, pe teritoriul sitului au mai fost identificate 3 specii de plante, 2 specii de amfibieni, 3 specii de mamifere, 1 specie de nevertebrate.